# Acta Paediatrica
Acta Paediatrica è una rivista medica mensile sottoposta a revisione paritaria, che si occupa di pediatria. È pubblicata dalla Wiley-Blackwell per conto della Fondazione Acta Paediatrica, con sede presso l'Istituto Karolinska, in Svezia.

## Storia
La rivista è stata fondata nel 1921 e ribattezzata Acta Paediatrica Scandinavica nel 1964, per poi tornare al titolo originale nel 1992. Essa è stata concepita come una rivista di pediatria generale e il suo scopo originale era quello di "dare agli studi dei Paesi nordici un pubblico mondiale". Originariamente pubblicava articoli in tre lingue (inglese, tedesco e francese), in un'epoca in cui la maggior parte delle riviste mediche erano ancora pubblicate nelle lingue nazionali; in seguito, è stata pubblicata solo in inglese. Da quando Rolf Zetterström è diventato redattore negli anni '60, la rivista ha pubblicato sempre più studi provenienti anche da Paesi non nordici. Alla fine del mandato di Zetterström come redattore, all'inizio degli anni 2000, quasi due terzi degli articoli erano stati scritti da ricercatori non provenienti dal nord Europa.
La rivista è di proprietà della Fondazione Acta Paediatrica, un'organizzazione senza scopo di lucro ospitata presso l'Istituto Karolinska, dove tutti i caporedattori sono stati professori universitari e dove ha sempre avuto sede la redazione. La rivista è stata pubblicata per conto della fondazione dall'editore svedese Almqvist & Wiksell dal 1921 al 1992, dall'editore norvegese Universitetsforlaget dal 1992 al 2000, dalla Taylor & Francis (dal 2000 al 2007) e da Blackwell Publishing (poi Wiley-Blackwell) dal 2007.
Oltre ai numeri ordinari, la rivista ha pubblicato quasi 500 supplementi, principalmente tesi di dottorato scritte da pediatri dei paesi nordici tra l'inizio e la metà del XX secolo.

## Indicizzazione
Gli abstract e gli articoli della rivista sono indicizzati da:
- Biological Abstracts[4]
- BIOSIS Previews[5]
- Chemical Abstracts Service[6]
- Current Contents/Life Sciences[5]
- Current Contents/Clinical Medicine[5]
- EBSCO databases
- Elsevier Biobase
- Embase[7]
- Global Health
- Index Medicus/MEDLINE/PubMed[8]
- ProQuest databases
- Science Citation Index[5]
- Scopus[9]

Secondo il Journal Citation Reports, la rivista ha ricevuto un fattore di impatto per il 2021 pari a 4,056 e si è classificata al 22° posto fra 130 riviste di pediatria.

## Capiredattori
Si riporta di seguito l'elenco dei capiredattori della rivista:
- Isak Jundell, 1921–1945
- Adolf Lichtenstein, 1945–1950
- Arvid Wallgren, 1950–1964
- Rolf Zetterström, 1965–2005
- Hugo Lagercrantz, 2005–.